# Корейский конфликт
Корейский конфликт — продолжающийся конфликт, основанный на разделении Кореи между Северной Кореей (Корейская Народно-Демократическая Республика) и Южной Кореей (Республика Корея), обе из которых претендуют на то, чтобы быть единственным законным правительством всей Кореи. Во время холодной войны Северную Корею поддерживали Советский Союз, Китай и другие союзники, а Южную Корею поддерживали Соединённые Штаты, Великобритания и другие западные союзники.
Разделение Кореи Соединёнными Штатами и Советским Союзом произошло в 1945 году, когда обе сверхдержавы создали отдельные правительства после японской оккупации Кореи. Напряжённость вылилась в Корейскую войну, которая длилась с 1950 по 1953 год. Когда война закончилась, обе страны были разорены, но разделение сохранилось. Северная и Южная Корея продолжали военное противостояние с периодическими столкновениями. Конфликт пережил окончание холодной войны и продолжается по сей день.
США сохраняют военное присутствие на юге, чтобы помочь Южной Корее в соответствии с договором о взаимной обороне между Республикой Кореей и США. В 1997 году президент США Билл Клинтон назвал разделение Кореи «последним разделением холодной войны». В 2002 году президент США Джордж Буш назвал Северную Корею членом «оси зла». Столкнувшись с растущей изоляцией, Северная Корея разработала ракетный и ядерный потенциал.
После обострения напряженности в 2017 году в 2018 году Северная Корея, Южная Корея и США провели серию саммитов, на которых обещали мир и ядерное разоружение. Это привело к принятию Пханмунджомской декларации 27 апреля 2018 года, когда Север и Юг договорились работать вместе над денуклеаризацией полуострова, улучшением межкорейских отношений, официальным прекращением конфликта и продвижением к мирному воссоединению. В последующие годы дипломатические усилия захлебнулись, и на первый план вернулось военное противостояние.

## Предыстория
Корея была присоединена к Японской империи 22 августа 1910 года и находилась под её управлением до 2 сентября 1945 года. Во время японской оккупации Кореи возникли националистические и радикальные группы, в основном в изгнании, для борьбы за независимость. Расходящиеся во взглядах и подходах, эти группы не смогли объединиться в единое национальное движение. Основанное в Китае Временное правительство Кореи не получило широкого признания. Среди многих лидеров, выступавших за независимость Кореи, были консерватор Ли Сын Ман, получивший образование в США, который лоббировал политику правительства США, и коммунист Ким Ир Сен, который вёл партизанскую войну против японцев из соседней Маньчжурии.
После окончания оккупации многих высокопоставленных корейцев обвинили в сотрудничестве с японским империализмом. Последовала напряженная и кровавая борьба между различными деятелями и политическими группами, претендующими на лидерство в Корее.

## Разделение Кореи
9 августа 1945 года, по договоренности союзников на Ялтинской конференции, Советский Союз объявил войну Японии и начал наступательную операцию в Корее. Правительство США потребовало, чтобы советское наступление остановилось на 38-й параллели. Войска США должны были занять территорию к югу от 38-й параллели, включая столицу Сеул. Это разделение Кореи на две зоны оккупации было включено в Общий приказ № 1, который был отдан японским войскам после капитуляции Японии 15 августа. 24 августа Красная Армия вошла в Пхеньян и установила военное правительство над Кореей к северу от параллели. Американские войска высадились на юге 8 сентября и установили военное правительство армии США в Корее.

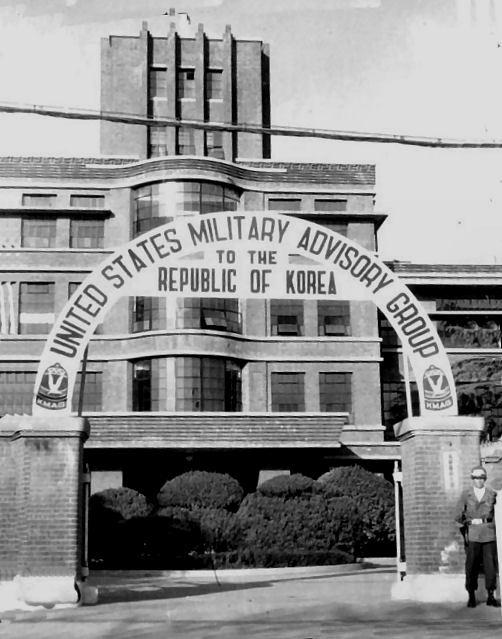
Штаб-квартира Военной консультативной группы США, Южная Корея, ок. 1950 г.

Первоначально союзники предполагали совместную опеку, которая привела бы Корею к независимости, но большинство корейских националистов захотели независимость немедленно. Между тем, военное сотрудничество между Советским Союзом и США ухудшилось с началом холодной войны. Обе державы начали продвигать на руководящие должности корейцев, разделяющих их сторону политики и маргинализирующих своих противников. Многие из этих новых политических лидеров возвращались в изгнание, не получая поддержки со стороны населения. На севере Советский Союз поддерживал коммунистов. Ким Ир Сен, с 1941 года служивший в Советской Армии, стал крупной политической фигурой. Северокорейское общество было централизовано и коллективизировано по советской модели. Политика на Юге была более бурной, но ярый антикоммунист Ли Сын Ман, получивший образование в США, позиционировался как самый видный политик.
На юге всеобщие выборы были проведены 10 мая 1948 года. Республика Корея была создана с Ли Сын Маном в качестве президента и официально заменила военную оккупацию США 15 августа. На севере Корейская Народно-Демократическая Республика (или КНДР) была провозглашена 9 сентября с Ким Ир Сеном в качестве премьер-министра. Советские оккупационные силы покинули КНДР 10 декабря 1948 года. Американские войска покинули Южную Корею в следующем году, хотя Корейская военная консультативная группа США осталась для обучения армии Республики Корея. Новые режимы даже по-разному называли Корею на корейском языке: на севере для названия страны выбирает Чосон, а на юге соответственно Хангук.
Оба противоборствующих правительства считали себя правительством всего Корейского полуострова (как и по сей день), и оба считали разделение временным. Ким Ир Сен лоббировал у Сталина и Мао поддержку в войне за воссоединение, в то время как Ли Сын Ман неоднократно выражал своё желание завоевать Север. В 1948 г. Северная Корея, имевшая почти все электростанции, отключила подачу электроэнергии на юг. В преддверии начала гражданской войны часто происходили столкновения вдоль 38-й параллели, особенно в Кэсоне и Онджине, инициированные обеими сторонами.
В течение этого периода на юге происходили восстания, такие как восстание на острове Чеджу и восстание Йосу-Сунчхон, которые были жестоко подавлены. Всего до начала Корейской войны в боях по всей Корее погибло более ста тысяч человек.

## Корейская война (1950—1953)

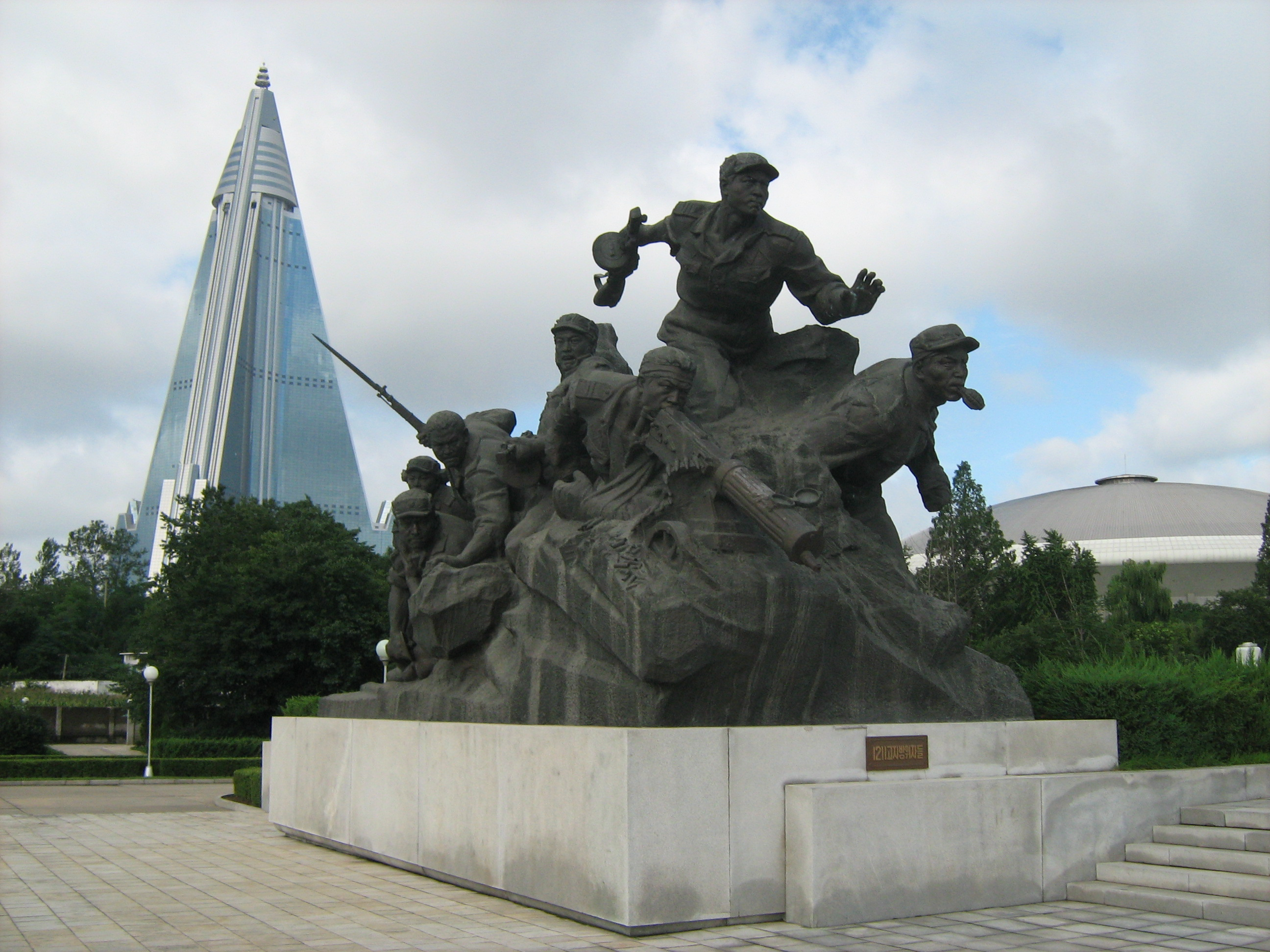
Мемориал Корейской войны в Пхеньяне, Северная Корея, на фоне пирамидальной гостиницы Рюгён.

К 1950 году Северная Корея имела явное военное превосходство над Югом. Советский союз вооружил его излишками вооружения и провели обучение. Многие войска, вернувшиеся в Северную Корею, были закалены в боях после участия в только что закончившейся гражданской войне в Китае. Ким Ир Сен ожидал быстрой победы, предсказывая, что на Юге будут прокоммунистические восстания и что США не будут вмешиваться. Однако вместо того, чтобы воспринимать конфликт как гражданскую войну, Запад рассматривал его в терминах холодной войны как коммунистическую агрессию, связанную с недавними событиями в Китае и Восточной Европе.

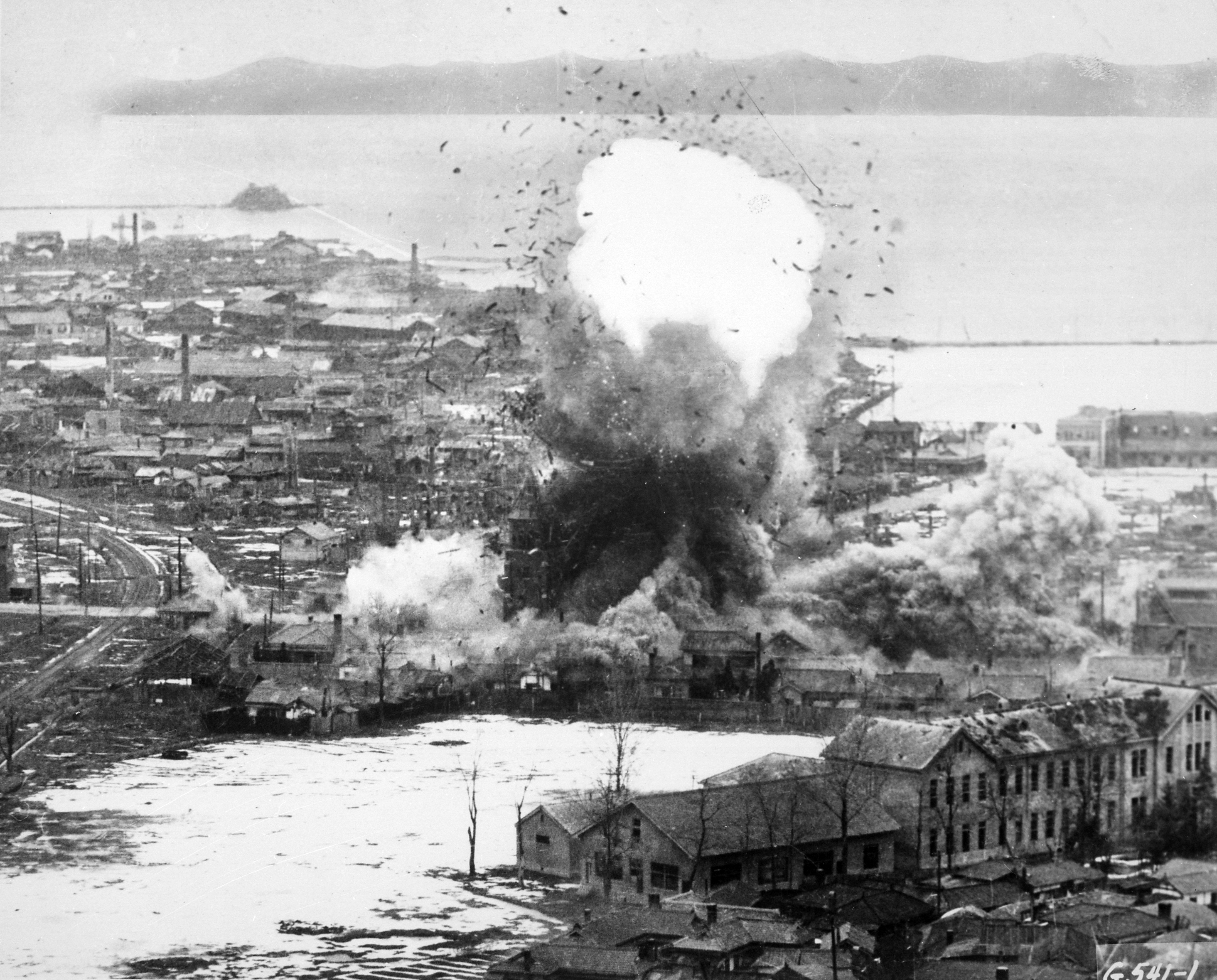
Американские самолёты бомбят город Вонсан, Северная Корея, 1951 год.

Северная Корея вторглась на юг 25 июня 1950 года и быстро захватила большую часть страны. В сентябре 1950 года командование Организации Объединённых Наций во главе с США вмешалось, чтобы защитить юг, и после высадки в Инчхоне и прорыва из периметра Пусана быстро продвинулось в Северную Корею. Когда силы ООН приблизились к границе с Китаем, китайские силы вмешались от имени Северной Кореи, снова изменив баланс войны. Боевые действия закончились 27 июля 1953 г. перемирием, которое примерно восстановило первоначальные границы между Северной и Южной Кореей.
Корея была опустошена. Было убито около трёх миллионов мирных жителей и солдат. Сеул лежал в руинах, четырежды переходя из рук в руки. Несколько миллионов северокорейских беженцев бежали на юг. Почти все значительные, фундаментальные здания в Северной Корее были разрушены. В результате у северокорейцев развился глубоко укоренившийся антагонизм по отношению к США.

## Перемирие
Переговоры о перемирии начались 10 июля 1951 года, поскольку война продолжалась. Основными вопросами были установление новой линии разграничения и обмен пленными. После смерти Сталина Советский Союз пошёл на уступки, которые привели к соглашению 27 июля 1953 года.
Президент Ли Сын Ман выступил против перемирия, потому что оно оставило бы Корею разделённой. Когда переговоры подошли к концу, он попытался саботировать мероприятия по освобождению заключённых и возглавил массовые митинги против перемирия. Он отказался подписать соглашение, но неохотно согласился его соблюдать.
Перемирие положило начало официальному прекращению огня, но не привело к заключению мирного договора между двумя Кореями. Он установил Корейскую демилитаризованную зону, буферную зону между двумя сторонами, которая пересекала 38-ю параллель, но не следовала за ней. Несмотря на свое название, граница была и остается одной из самых милитаризованных в мире.
Северная Корея заявляла, что больше не будет соблюдать перемирие по крайней мере шесть раз в 1994, 1996, 2003, 2006, 2009 и 2013 годах.

## Поздний период холодной войны
После войны китайские войска ушли, но американские войска остались на юге. Эпизодические конфликты продолжались. Оккупация Севером Юга оставила после себя партизанское движение, которое сохранилось в провинциях Чолла. 1 октября 1953 г. США и Южная Корея подписали договор об обороне. В 1958 году Соединённые Штаты разместили ядерное оружие в Южной Корее. В 1961 году Северная Корея подписала договоры о взаимной обороне с СССР и Китаем. В китайско-северокорейском договоре о взаимной помощи и сотрудничестве, дружбе и сотрудничестве Китай обязался оказать Северной Корее немедленную военную и другую помощь всеми средствами против любого нападения извне. В этот период бывший директор ЦРУ Роберт Гейтс назвал Северную Корею «самой сложной целью разведки в мире». Наряду с военным противостоянием шла пропагандистская война, в том числе аэростатная пропаганда.
Противоборствующие режимы присоединились к противоборствующим сторонам в холодной войне. Обе стороны получили признание противоборствующих блоков в качестве законного правительства Кореи. Южная Корея стала резко антикоммунистической военной диктатурой. Северная Корея представила себя поборником ортодоксального коммунизма, в отличие от Советского Союза и Китая. Режим разработал доктрину чучхе или опоры на собственные силы, которая включала крайнюю военную мобилизацию. В ответ на угрозу ядерной войны он построил обширные объекты под землёй и в горах. Пхеньянский метрополитен открылся в 1970-х годах, и его можно было использовать как бомбоубежище. До начала 1970-х годов Северная Корея была экономически равна Южной.
Южная Корея активно участвовала во Вьетнамской войне. Сотни северокорейских летчиков-истребителей отправились во Вьетнам, сбив 26 американских самолётов. Группы северокорейских специалистов по психологической войне нацеливались на южнокорейские войска, а вьетнамские партизаны обучались на севере.

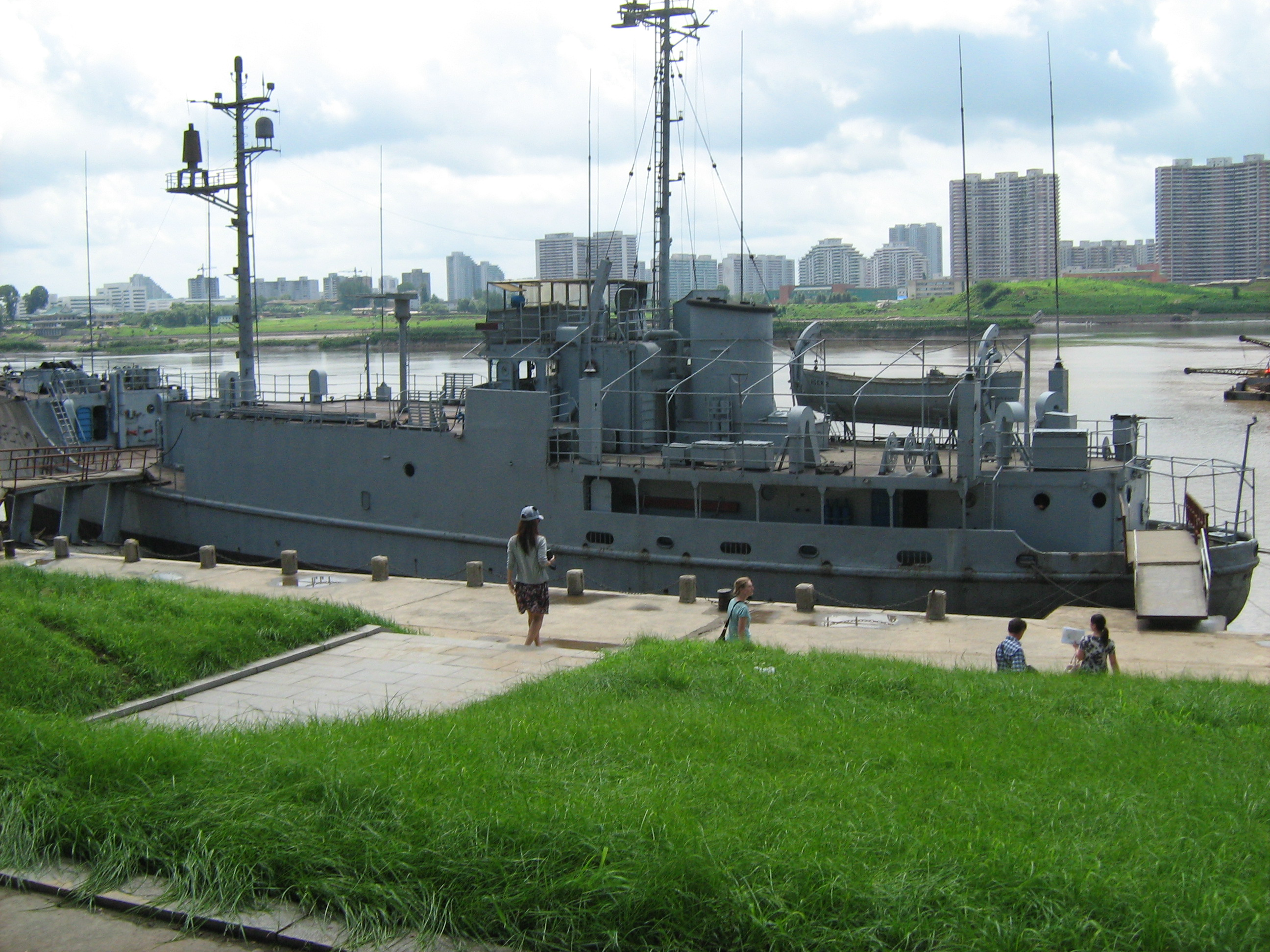
Захваченный американский разведывательный корабль «Пуэбло» посещают туристы в Пхеньяне.

Напряженность между Севером и Югом обострилась в конце 1960-х годов в результате серии маловажных вооружённых столкновений, известных как Корейский конфликт в демилитаризованной зоне. В 1966 году Ким объявил «освобождение юга» — «национальным долгом». В 1968 году северокорейские подразделения специальных операций предприняли рейд на «Голубой дом», неудачную попытку убийства президента Южной Кореи Пак Чон Хи. Вскоре после этого американский разведывательный корабль USS «Pueblo» был захвачен военно-морскими силами Северной Кореи. Американцы рассматривали кризис с точки зрения глобальной конфронтации с коммунизмом, но вместо того, чтобы инсценировать инцидент, им было озабочено советское правительство. Кризис был инициирован Кимом, вдохновлённым успехами коммунистов во Вьетнамской войне.
В 1967 году композитор корейского происхождения Юн Исан был похищен в Западной Германии южнокорейскими агентами и заключён в тюрьму в Южной Корее по обвинению в шпионаже в пользу Севера. Он был освобождён после международного протеста.
В 1969 году Северная Корея сбила американский самолёт-разведчик EC-121 над Японским морем, в результате чего погиб весь находившийся на борту 31 член экипажа, что стало крупнейшей разовой потерей американского экипажа во время холодной войны. В 1969 году самолёт Korean Air Lines YS-11 был угнан и отправлен в Северную Корею. Точно так же в 1970 году угонщики рейса 351 Japan Airlines получили убежище в Северной Корее. В ответ на рейд на «Голубой дом» правительство Южной Кореи создало специальное подразделение для убийства Ким Ир Сена, но миссия была прервана в 1972 году.

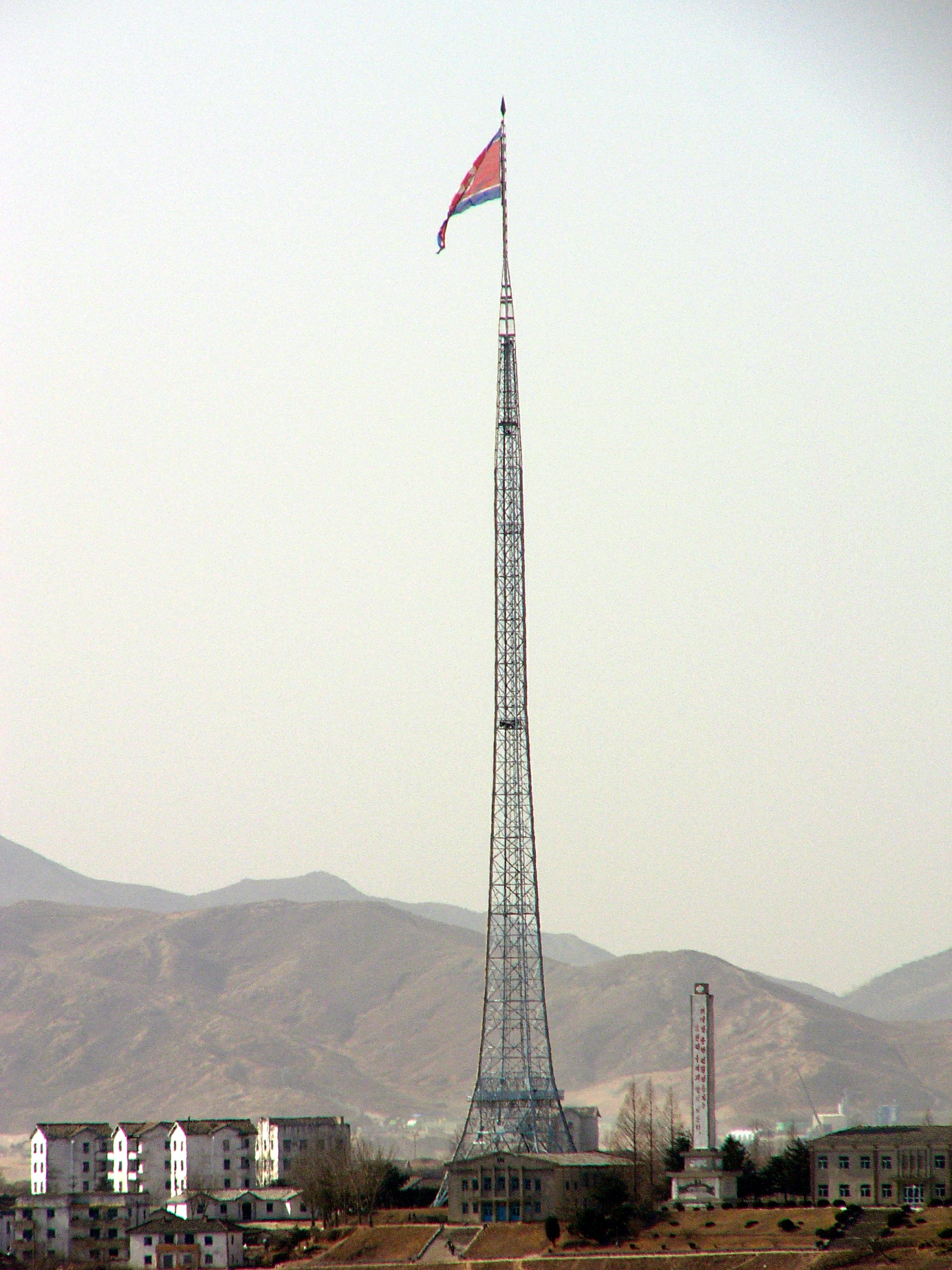
Северокорейский флагшток, расположенный недалеко от Пханмунджома.

В 1970-х годах Южная Корея занималась созданием собственного ядерного оружия, но США не одобряли её.

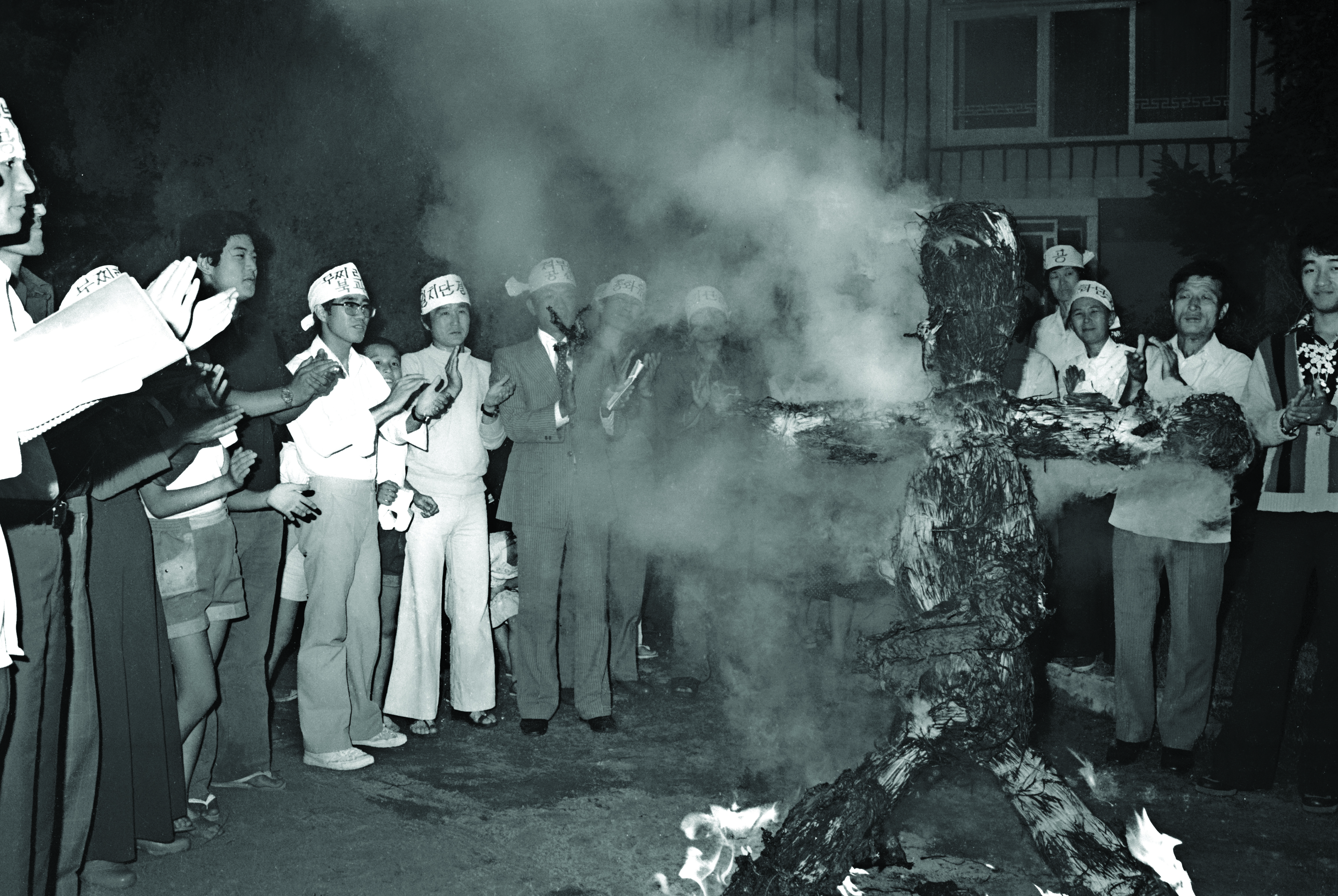
Сразу после инцидента с убийством топором в Корее в 1976 году антисеверокорейские настроения в Южной Корее резко возросли. На этом снимке южнокорейцы сжигают бумажное чучело северокорейского лидера Ким Ир Сена в Сеуле (1976 год).

В мае 1974 года южнокорейская армия в районе президентского дворца в Сеуле обстреляла американский военно-транспортный самолёт C-130 Hercules. Через месяц США получило очередной «удар в спину» от своих южнокорейских товарищей, которые сбили американский боевой вертолёт. Два американских пилота получили ранения при крушении.
В августе 1974 года сторонник Северной Кореи попытался убить президента Пака и убил его жену Юк Ён Су. В 1976 году инцидент с топором в Панмунджоме привёл к гибели двух офицеров армии США в демилитаризованной зоне и угрожал спровоцировать более широкую войну. В 1970-х годах Северная Корея похитила несколько японских граждан.
В 1976 году в уже рассекреченных протоколах заместитель министра обороны США Уильям Клементс сообщил Генри Киссинджеру, что было совершено 200 рейдов или вторжений в Северную Корею с юга, но не американскими военными. По словам южнокорейских политиков, которые выступали за компенсацию выжившим, более 7700 секретных агентов проникли в Северную Корею с 1953 по 1972 год, из которых около 5300, как полагают, не вернулись. Подробности лишь некоторых из этих вторжений стали достоянием общественности, включая рейды южнокорейских войск в 1967 году, в результате которых было саботировано около 50 северокорейских объектов. Другие миссии включали в себя нападения на советников из Китая и Советского Союза с целью подорвать отношения между Северной Кореей и её союзниками.
Лидер Восточной Германии Эрих Хонеккер, посетивший страну в 1977 году, был одним из ближайших зарубежных друзей Ким Ир Сена. В 1986 году Восточная Германия и Северная Корея подписали соглашение о военном сотрудничестве. Ким также был близок к независимым коммунистическим лидерам Иосипу Броз Тито из Югославии и Николае Чаушеску из Румынии. Ливийский лидер Муаммар Каддафи встречался с Ким Ир Сеном и был близким союзником КНДР. Северная Корея начала играть роль в глобальном радикальном движении, налаживая связи с такими разнообразными группами, как движение Черных пантер в США, Рабочая партия Ирландии и Африканский национальный конгресс. По мере того, как она все больше подчеркивала свою независимость, Северная Корея начала продвигать доктрину чучхе («опора на собственные силы») как альтернативу ортодоксальному марксизму-ленинизму и как образец для подражания для развивающихся стран.
Когда в 1972 году начался диалог Север-Юг, Северная Корея начала получать дипломатическое признание со стороны стран, не входящих в коммунистический блок. В течение четырёх лет Северная Корея была признана 93 странами, наравне с признанием Южной Кореи 96 странами. Северная Корея получила вступление во Всемирную организацию здравоохранения и, как следствие, направила свои первые постоянные миссии наблюдателей в Организацию Объединённых Наций. В 1975 году он присоединился к Движению неприсоединения.
В 1970-е годы и Север, и Юг начали наращивать свой военный потенциал. Было обнаружено, что Северная Корея прорыла туннели под демилитаризованной зоной, в которых могли разместиться тысячи военнослужащих. Встревоженная перспективой ухода США, Южная Корея начала секретную программу создания ядерного оружия, против которой решительно выступал Вашингтон.
В 1977 году президент США Джимми Картер предложил вывести войска из Южной Кореи. В Америке и Южной Корее возникла массовая негативная реакция, и критики утверждали, что это позволит Северной Корее захватить Сеул. Картер отложил переезд, а его преемник Рональд Рейган изменил политику, увеличив численность войск до сорока трёх тысяч человек. После того, как Рейган поставил Южной Корее истребители F-16, а Ким Ир Сен посетил Москву в 1984 году, СССР возобновил военную помощь и сотрудничество с Севером.
В 1983 году Северная Корея осуществила взрыв в Рангуне, неудавшееся покушение на президента Южной Кореи Чон Ду Хвана, когда он находился с визитом в Бирме. Взрыв рейса 858 Korean Air в 1987 году в преддверии Олимпийских игр в Сеуле привёл к тому, что правительство США включило Северную Корею в свой список террористических стран. Северная Корея объявила бойкот Игр при поддержке Кубы, Эфиопии, Албании и Сейшельских островов.
В 1986 году бывший министр иностранных дел Южной Кореи Чхве Док Син перешёл на сторону Северной Кореи, став лидером чхондоистской партии Чонгу.
В 1980-х годах правительство Южной Кореи построило флагшток высотой 98 метров в деревне Тэсондон в демилитаризованной зоне. В ответ Северная Корея построила 160-метровый флагшток в соседней деревне Киджондон.

## Изоляция и конфронтация с внешним миром

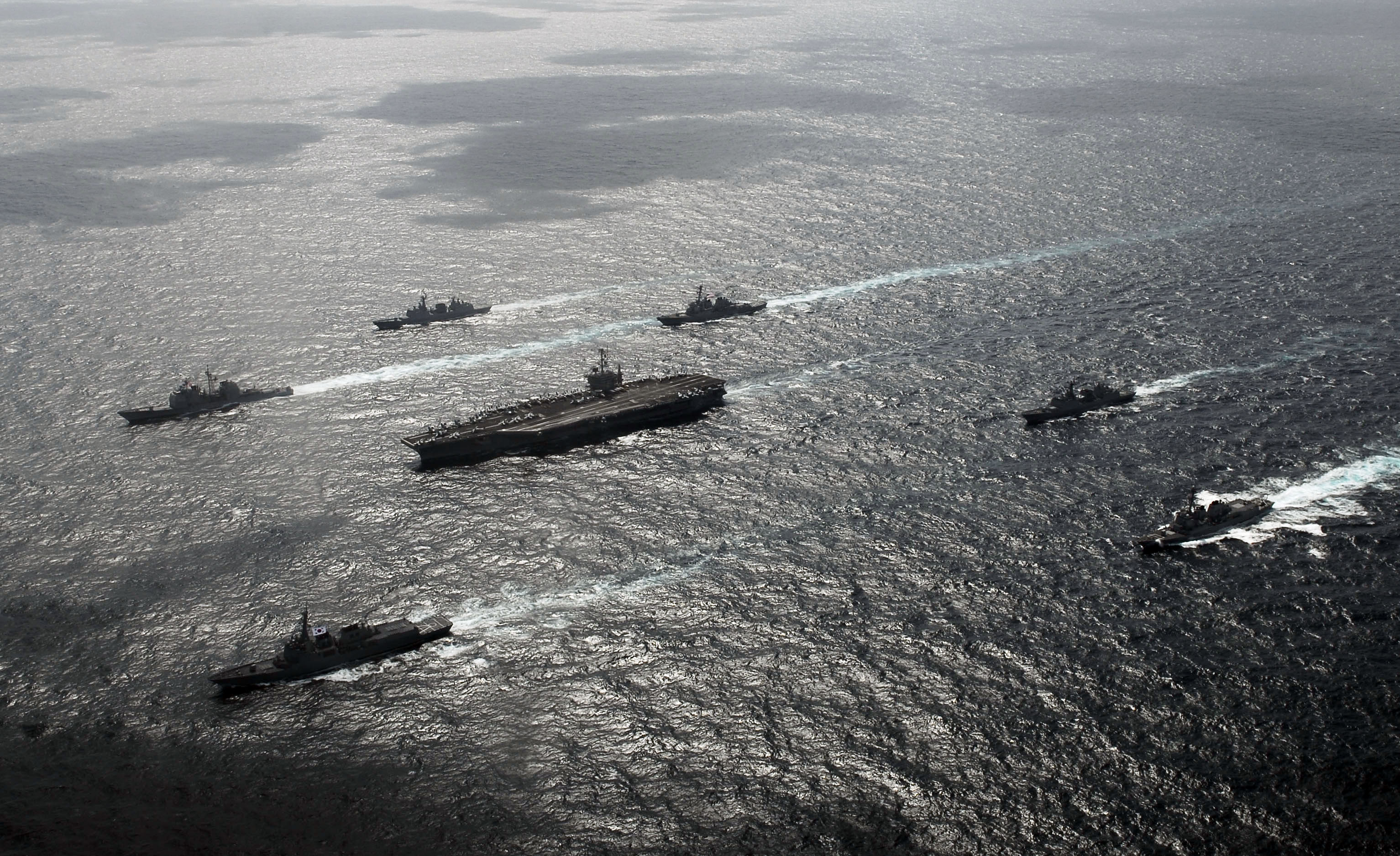
Корабли американской авианосной ударной группы 3 плывут в строю с кораблями ВМС Республики Корея во время ежегодных комбинированные полевые учения «Key Resolve»/«Полевые учения «Foal Eagle»».

Когда холодная война закончилась, Северная Корея потеряла поддержку Советского Союза и погрузилась в экономический кризис. Со смертью лидера Ким Ир Сена в 1994 году были ожидания, что правительство Северной Кореи может рухнуть и полуостров будет воссоединён. Ядерное оружие США было вывезено из Южной Кореи.
В 1994 году, подозревая, что Северная Корея разрабатывает ядерное оружие, президент США Билл Клинтон рассматривал возможность бомбардировки северокорейского ядерного реактора в Йонбёне, но позже отклонил этот вариант, когда ему сообщили, что в случае начала войны это может стоить 52 000 американских и 490 000 южнокорейских военных жертв за первые три месяца, а также большое количество жертв среди гражданского населения. Вместо этого в 1994 году США и Северная Корея подписали Рамочное соглашение, направленное на замораживание ядерной программы Северной Кореи. В 1998 году южнокорейский президент Ким Дэ Чжун инициировал так называемую политику «солнечного тепла», направленную на улучшение отношений с Севером. Однако после терактов 11 сентября президент США Джордж Буш осудил эту политику и в 2002 году заклеймил Северную Корею членом «Оси зла». Шестисторонние переговоры с участием Северной и Южной Кореи, США, России, Японии и Китая начались в 2003 году, но не привели к решению. В 2006 году Северная Корея объявила об успешном проведении первого ядерного испытания. Политика «солнечного тепла» была официально отменена президентом Южной Кореи Ли Мён Баком после его избрания в 2007 году.
В начале XXI века было подсчитано, что концентрация огневой мощи в районе между Пхеньяном и Сеулом была выше, чем в Центральной Европе во время холодной войны. Корейская народная армия была численно в два раза больше вооружённых сил Южной Кореи и имела возможность опустошить Сеул артиллерийскими и ракетными бомбардировками. Однако вооружённые силы Южной Кореи были оценены как технически превосходящие во многих отношениях. Войска США остались в Южной Корее и проводили ежегодные военные учения с южнокорейскими силами, включая Key Resolve, Foal Eagle и Ulchi-Freedom Guardian. Северная Корея обычно осуждала их как акты агрессии. В период с 1997 по 2016 год правительство Северной Кореи 200 раз обвиняло другие правительства в объявлении ему войны. Аналитики описали американский гарнизон как растяжку, обеспечивающую американское военное участие, но некоторые задаются вопросом, будет ли поступать достаточное подкрепление.
В этот период две северокорейские подводные лодки были захвачены после того, как они сели на мель у побережья Южной Кореи: одна возле Каннына в 1996 году и одна возле Сокчхо в 1998 году. В декабре 1998 года ВМС Южной Кореи потопили северокорейский полуподводный корабль в битве при Йосу. В 2001 году японская береговая охрана потопила северокорейский шпионский корабль в битве при Амами-Осима.
Южная Корея прекратила практику отправки «северокорейских подрывников» для набегов на Север в начале 2000-х годов.

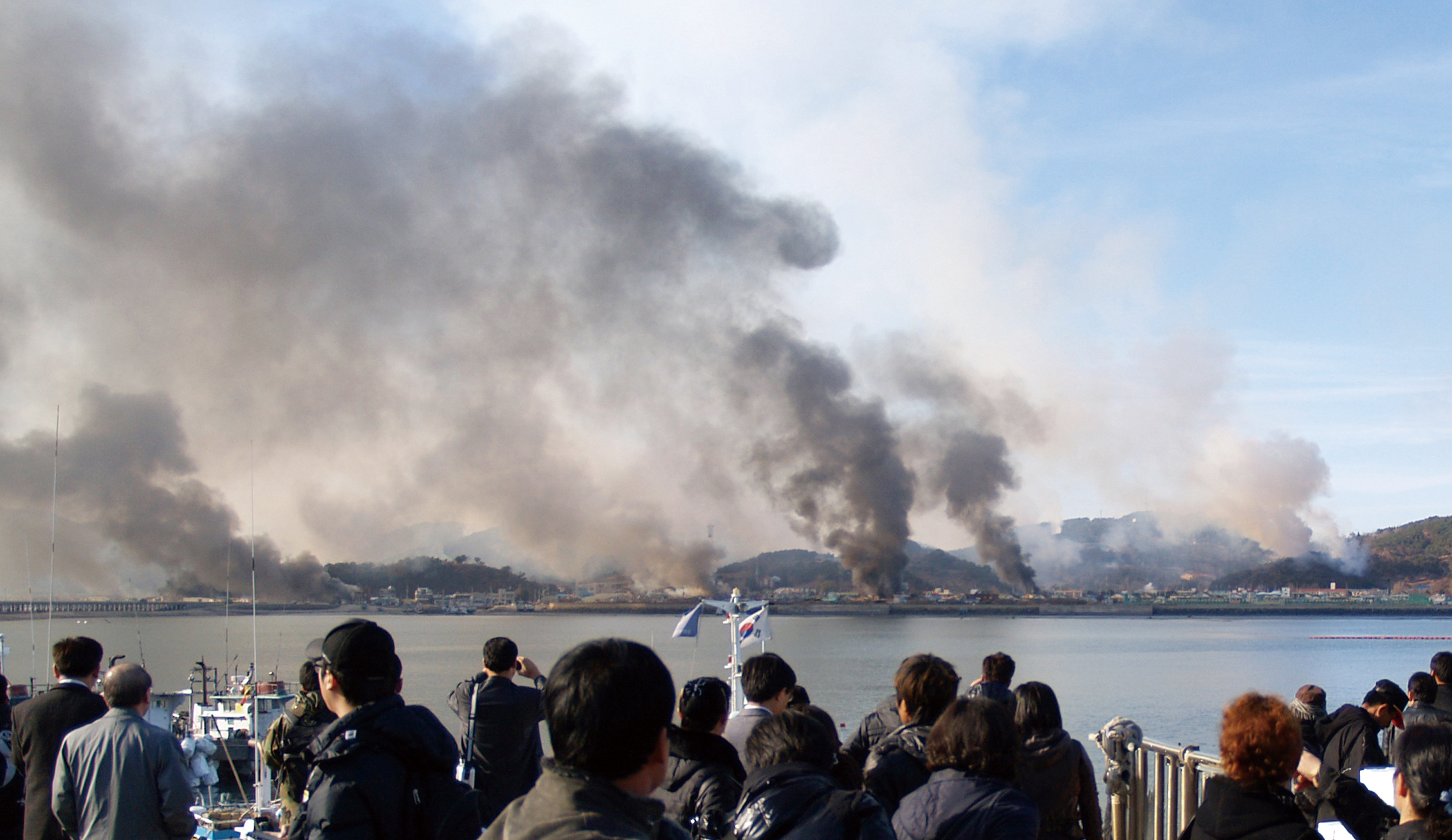
Остров Ёнпхёндо под северокорейской атакой, 23 ноября 2010 г.

Конфликт усилился вблизи спорной морской границы, известной как Северная пограничная линия в Жёлтом море. В 1999 и 2002 годах произошли столкновения между военно-морскими силами Северной и Южной Кореи, известные как Первая и Вторая битвы при Ёнпхёндо. 26 марта 2010 года южнокорейское военно-морское судно ROKS Cheonan затонуло недалеко от острова Пэннёндо в Жёлтом море, причиной которой стала северокорейская торпеда. 23 ноября 2010 г. в ответ на совместные военные учения Северная Корея открыла артиллерийский огонь по южнокорейскому острову Большой Ёнпхёндо в Жёлтом море, а Южная Корея открыла ответный огонь.
В 2013 году из-за напряжённости вокруг своей ракетной программы Северная Корея вынудила временно закрыть совместно управляемый Промышленный регион Кэсон В 2016 году зону снова закрыли.. Южнокорейский парламентарий был осуждён за организацию диверсионной кампании в поддержку Севера в 2013 г. и приговорён к 12 годам тюрьмы. В 2014 году, по данным New York Times, президент США Барак Обама приказал усилить кибер- и радиоэлектронную борьбу, чтобы сорвать испытания ракет Северной Кореи, но эта версия была оспорена аналитиками из Института Наутилус.
В 2016 году перед лицом протестов Южная Корея приняла решение развернуть американскую противоракетную систему THAAD. После пятого ядерного испытания Северной Кореи в сентябре 2016 года сообщалось, что Южная Корея разработала план разрушить Пхеньян, если появятся признаки надвигающейся ядерной атаки с севера. Северокорейская номерная станция снова начала вещание после 16-летнего перерыва, по-видимому, отправляя закодированные сообщения агентам на юге. Пока Южную Корею сотрясал скандал, Северная Корея с энтузиазмом поддержала отстранение от должности президента Пак Кын Хе, активизировав разбрасывание листовок. В свою очередь, сторонники Пак обвинили оппозиционную партию «Свободная Корея» в том, что её логотип основан на монументе чучхе в Пхеньяне.
В марте 2017 г. сообщалось, что правительство Южной Кореи увеличило вознаграждение северокорейским перебежчикам, которые привезли с собой секретную информацию или военную технику. Также сообщалось, что в 2016 году северокорейские хакеры украли секретные южнокорейские военные данные, в том числе план убийства Ким Чен Ына. По словам экспертов по кибербезопасности, Северная Корея содержала армию хакеров, обученных взламывать компьютерные сети противника и красть как деньги, так и конфиденциальные данные. В предыдущее десятилетие его обвиняли в многочисленных кибератаках и других хакерских атаках в Южной Корее и других странах, в том числе во взломе Sony Pictures якобы в отместку за выпуск в 2014 году фильма «Интервью», в котором показано убийство Ким Чен Ына.

## Напряжение и разрядка

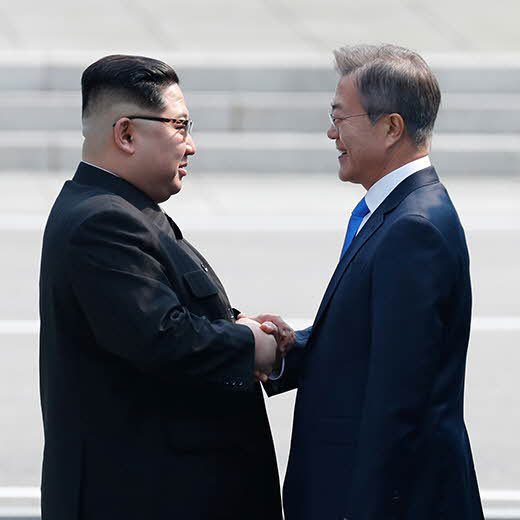
Ким Чен Ын и Мун Чжэ Ин обмениваются рукопожатием в корейской демилитаризованной зоне во время первого межкорейского саммита 2018 года.

В 2017 году наблюдался период обострения отношений между США и Северной Кореей. В начале года новый президент США Дональд Трамп отказался от политики «стратегического терпения», связанной с предыдущей администрацией Обамы. Позже в том же году Мун Чжэ Ин был избран президентом Южной Кореи с обещанием вернуться к политике «солнечного света». 4 июля 2017 г. Северная Корея успешно провела первое испытание межконтинентальной баллистической ракеты (МБР) под названием «Хвасон-14». 28 июля было проведено ещё одно испытание. 5 августа 2017 г. ООН ввела новые санкции, которые были встречены правительством Северной Кореи неповиновением.

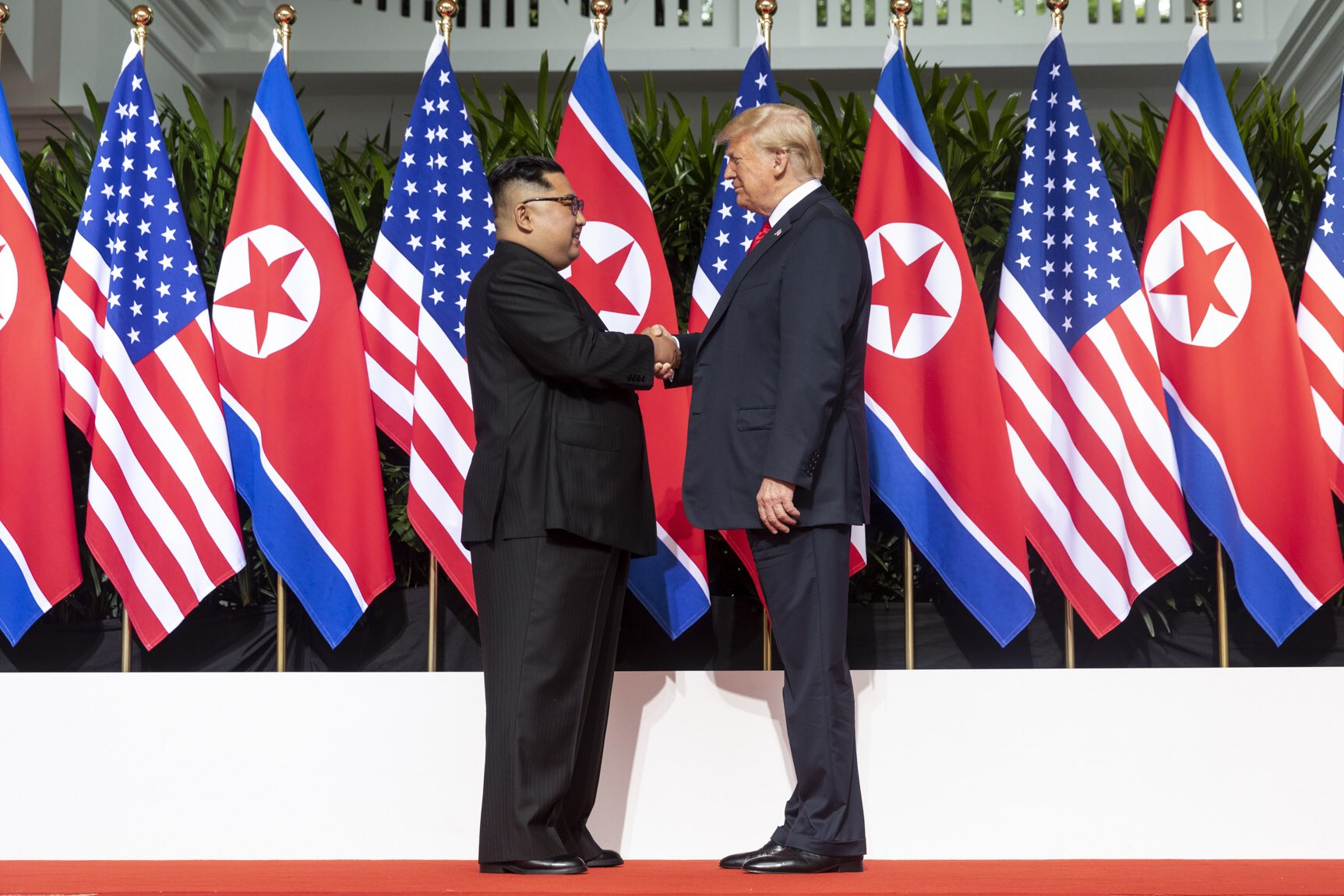
Ким Чен Ын и Дональд Трамп обмениваются рукопожатием на саммите в Сингапуре.

После санкций Трамп предупредил, что ядерные угрозы Северной Кореи «будут встречены огнем, яростью и откровенной силой, подобной которой мир ещё не видел». В ответ Северная Корея объявила, что рассматривает возможность ракетного испытания, в ходе которого ракеты приземлятся недалеко от американской территории Гуама. Северная Корея провела шестое ядерное испытание 3 сентября. Испытание было встречено международным осуждением и привело к дальнейшим экономическим санкциям против Северной Кореи. 28 ноября Северная Корея запустила ещё одну ракету, которая, по мнению аналитиков, могла бы достичь любой точки Соединённых Штатов. В результате испытаний Организация Объединённых Наций ввела против страны новые санкции.
В январе 2018 г. Канада и США совместно организовали в Ванкувере встречу министров иностранных дел по вопросам безопасности и стабильности на Корейском полуострове, посвящённую путям повышения эффективности санкций в отношении Северной Кореи. Сопредседатели (министр иностранных дел Канады Фриланд и госсекретарь США Тиллерсон) опубликовали резюме, в котором подчеркивалась безотлагательность убеждения Северной Кореи в денуклеаризации и подчеркивалась необходимость санкций для создания условий для дипломатического решения.
Когда Ким Чен Ын предложил участвовать в зимних Олимпийских играх 2018 года в Южной Корее в своём новогоднем обращении, горячая линия Сеул-Пхеньян была вновь открыта почти через два года. В феврале Северная Корея направила на Игры беспрецедентную делегацию высокого уровня во главе с Ким Ё Чжон, сестрой Ким Чен Ына, и президентом Ким Ён Намом, которая передала президенту Муну приглашение посетить Север. Ким Чен Ын и Мун Чжэ Ин встретились в Объединённой зоне безопасности 27 апреля, где они объявили, что их правительства будут работать над денуклеаризацией Корейского полуострова и официальным оформлением мира между Северной и Южной Кореей. 12 июня Ким Чен Ын встретился с Дональдом Трампом на саммите в Сингапуре и подписал декларацию, подтверждающую такое же обязательство. Трамп объявил, что прекратит военные учения с Южной Кореей, и предвещал полный вывод американских войск.
В сентябре 2018 года на саммите с Мун Чжэ Ином в Пхеньяне Ким Чен Ын согласился демонтировать объекты ядерного оружия Северной Кореи, если Соединённые Штаты предпримут ответные действия. Оба правительства также объявили о создании буферных зон на своих границах для предотвращения столкновений. 1 ноября в демилитаризованной зоне были созданы буферные зоны, призванные положить конец враждебным действиям на суше, на море и в воздухе. Буферные зоны простирались от севера острова Токчокдо до юга острова Чходо в Западном море и к северу от города Сокчхо и к югу от округа Тхончхон в Восточном (Жёлтом) море. Кроме того, вдоль демилитаризованной зоны не было установлено бесполётных зон.
В феврале 2019 г. в Ханое второй саммит Ким Чен Ына и Трампа сорвался без договорённости. 30 июня 2019 г. президент Трамп встретился с Ким Чен Ыном вместе с Мун Чжэ Ином в демилитаризованной зоне, что сделало его первым действующим президентом США, въехавшим в Северную Корею. Переговоры в Стокгольме начались 5 октября 2019 года между переговорными группами США и Северной Кореи, но прервались через день. В июне 2020 г. Северная Корея снесла межкорейский объединённый офис связи в Кэсоне. В конце 2021 года президент Мун, приближаясь к концу своего пятилетнего срока, созвал форум «Декларация об окончании войны: ограничения и перспективы», продолжая искать дипломатический прорыв; но против этого выступили некоторые ораторы, в том числе представители Партии народной власти.

## Конец разрядки (с 2022 года)

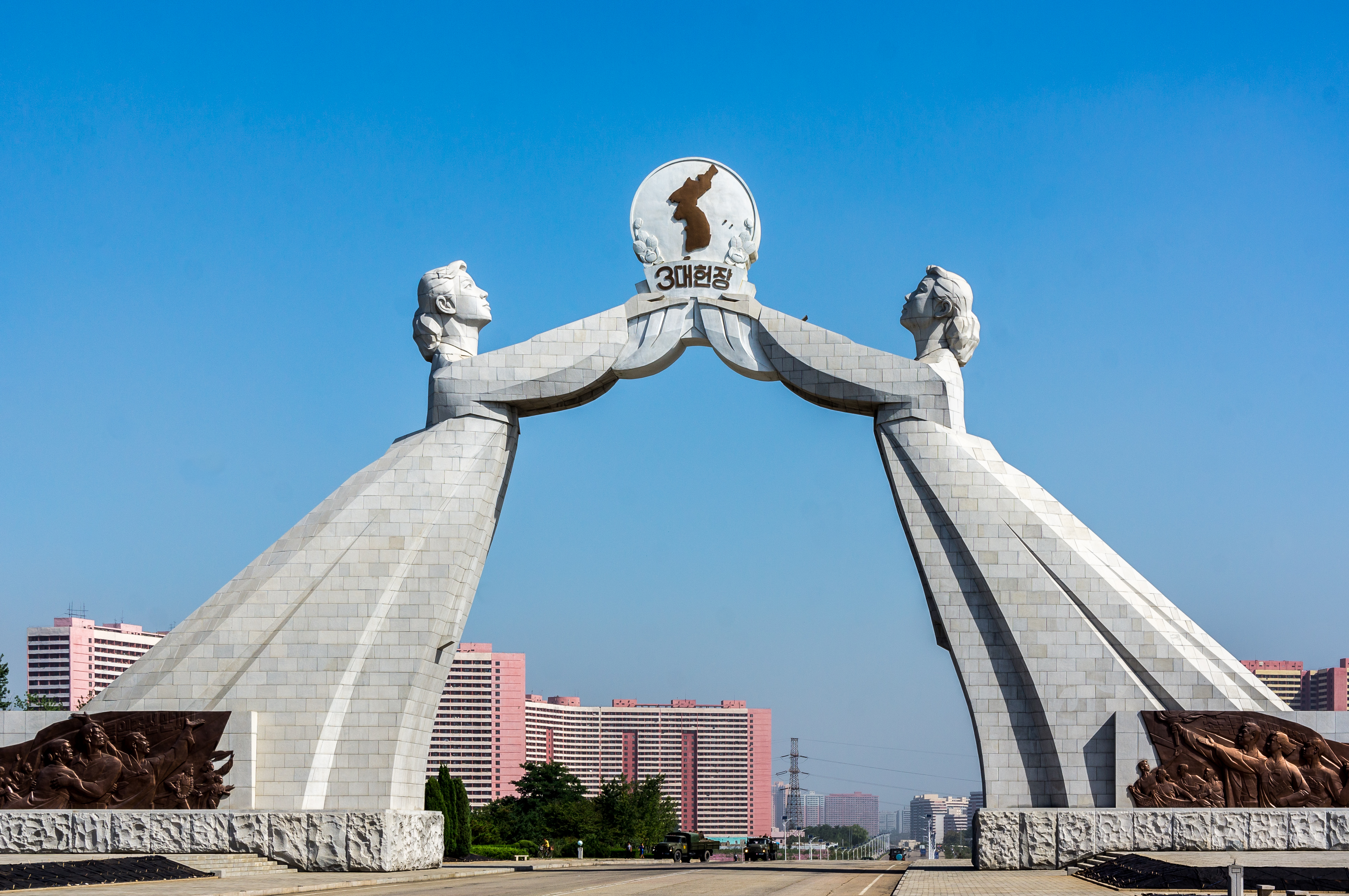
Арка Воссоединения, снесённая в 2024 году.

9 сентября 2022 г. Северная Корея приняла закон о провозглашении себя ядерной державой. В ноябре 2022 г. американо-южнокорейским военно-воздушным учениям Vigilant Storm противостояли испытания ракет и военно-воздушные учения Северной Кореи. В декабре 2022 г. пять северокорейских беспилотников вошли в воздушное пространство Южной Кореи, миновав оборону Южной Кореи, один из которых вошел в запретную для полетов зону вокруг Голубого дома. В конце 2022 года Национальная разведывательная служба Южной Кореи начала серию рейдов против предполагаемых шпионских ячеек Северной Кореи.
По состоянию на 2023 год северокорейские публикации по-прежнему подвергались цензуре в Южной Корее. Тем временем Северная Корея проводила кампанию против чужой культуры, а правительство США спонсировало поток внешней информации в Северную Корею.
5 января 2024 года Северная Корея выпустила 200 снарядов в сторону острова Ёнпхёндо.

## Отход Северной Кореи от мирного воссоединения
10 января 2024 года во время выступления на 9-м пленуме ЦК Трудовой партии Кореи 8-го созыва Ким Чен Ын призвал к «фундаментальному изменению» позиции Северной Кореи по отношению к Южной Корее, назвав Юг «врагом». Он заявил, что «обширный вывод партии после анализа многолетних межкорейских отношений заключается в том, что воссоединение никогда не может быть достигнуто с теми отбросами Республики Корея, которые определили „объединение путём поглощения“ и „объединение в условиях либеральной демократии“ в качестве своей государственной политики», что, по его словам, находится в «резком противоречии с нашей линией национального воссоединения: одна нация, одно государство с двумя системами».
Ким привёл претензии южнокорейской конституции на весь Корейский полуостров и политику президента Южной Кореи Юн Сок Ёля в отношении севера как свидетельство того, что Южная Корея является неподходящим партнёром для воссоединения. Он сказал, что отношения между двумя Кореями в настоящее время являются «государствами, враждебными друг другу, и отношениями между двумя воюющими государствами», а не отношениями, которые больше не являются «кровнородственными или однородными», продолжая, заявив, что «непригодно» обсуждать вопрос воссоединения «с этим странным кланом [Южная Корея], который является не более чем колониальной марионеткой США, несмотря на риторическое слово [мы привыкли использовать] — „соотечественники“». Ким также поручил ТПК реформировать организации, связанные с межкорейскими отношениями, в том числе Департамент Единого фронта ТПК.
Ким также подтвердил изменение политики в январе 2024 года, когда он выступил с речью в Верховном народном собрании (ВНС), призывая внести поправки в конституцию, чтобы удалить ссылки на сотрудничество и воссоединение, а также уточнить территориальные границы КНДР и добавить статью определяя РК как самую враждебную страну. Он также отверг морскую северную ограничительную линию, заявив, что «если Республика Корея вторгнется в нашу наземную территорию, территориальное воздушное пространство или территориальные воды хотя бы на 0,001 мм, это будет считаться провокацией войны». Он призвал снести физические символы, такие как Арка Воссоединения, которую он назвал «болью на глазу». ВНС также проголосовала за упразднение трех организаций межкорейского сотрудничества; Комитет мирного воссоединения отечества, Управление корейского народного сотрудничества и Управление международного туризма Кымгансана.
15 января 2024 г. Ким Чен Ын заявил, что мирное воссоединение больше невозможно, и предложил определить Южную Корею как враждебное государство в конституции Северной Кореи. Одним из символов этого стало разрушение Арки Воссоединения в Пхеньяне 23 января 2024 года. Судя по анализу спутниковых снимков, Северная Корея снесла этот крупный памятник в Пхеньяне, символизирующий надежду на объединение с Южной Кореей Ким Чен Ын заявил на 10-й сессии 14-го Верховного народного собрания Корейской Народно-Демократической Республики: «Мы также должны предпринять такие шаги, как снос „Памятника Трем Хартиям национального воссоединения“, который бесцеремонно стоит на южный въезд в столицу Пхеньян, чтобы полностью ликвидировать сами понятия „воссоединение“, „примирение“ и „братоубийственная“ национальная история КНДР». 19 февраля 2024 года Северная Корея удалила со своих основных веб-сайтов изображение Корейского полуострова, которое рассматривалось как ссылку на объединение.
1 марта 2024 года правительство президента Юн Сок Ёля планирует разработать новую концепцию объединения с Северной Кореей, включив в неё принцип либеральной демократии. Южная Корея планирует обновить свое видение объединения впервые за 30 лет. Это первый пересмотр Формулы объединения национального сообщества, политики объединения Южной Кореи, обнародованной в августе 1994 года под руководством покойного президента Ким Ён Сама.
4 июня 2024 года государственный совет Южной Кореи приостановил действие Пханмунджомской декларации 2018 года из-за напряжённости на границе из-за воздушных шаров с мусором, отправленных Северной Кореей. 9 июня 2024 года Южная Корея объявила о возобновлении громкоговорителей с анти—северокорейской пропагандой после отправки воздушных шаров. С 8 июня 2024 года военные Сеула обнаружили около 330 воздушных шаров, из которых около 80 были обнаружены на территории Южной Кореи. В администрации президента заявили, что передачи были направлены на то, чтобы донести послание надежды до северокорейских военных и граждан. Эта реакция последовала за неделями, когда активисты на Юге запускали воздушные шары с K-pop, долларовыми купюрами и пропагандой против Ким Чен Ына, что привело Пхеньян в ярость. Трансляции по громкоговорителям возобновились после того, как Южная Корея приостановила действие соглашения о смягчении напряженности от 2018 года, разрешающего проведение пропагандистских кампаний и потенциальных военных учений вблизи границы.
Северная Корея утверждает, что 1,4 миллиона человек были призваны после того, как обвинила Южную Корею во вторжениях беспилотников. В ответ Сеул ограничивает деятельность по распространению листовок вблизи границы, чтобы предотвратить дальнейшую эскалацию.
В пересмотренной конституции КНДР — Южная Корея теперь определяется как «враждебное государство», что прекращает её стремление к мирному воссоединению и увеличивает военные укрепления вдоль границы. В то же время Северная Корея взорвала автомобильные и железнодорожные сообщения с Южной Кореей в определённых районах между корейскими границами.
В рамках северокорейско-российского соглашения Северная Корея также отправила отдельные армейские подразделения на границу Украины и России. В октябре 2024 года разведывательные службы Украины, Южной Кореи и США начали сообщать об отправке нескольких тысяч северокорейских солдат в Россию. Москва и Пхеньян изначально опровергали эту информацию, однако на саммите БРИКС Владимир Путин впервые признал присутствие северокорейцев, не уточнив цель их приезда.
3 декабря 2024 года президент Юн Сок Ёль объявил военное положение в Южной Корее. Он оправдывал это обвинением членов корейского парламента в том, что они являются просеверокорейскими; однако Юн Сок Ёль отменил военное положение после того, как Национальная ассамблея приняла чрезвычайное предложение, аннулирующее декларацию через несколько часов после речи Юна. Впоследвии южнокорейский парламент объявил импичмент президенту Юн Сок Ёлю.